# Shazam (服務)
Shazam是蘋果公司旗下軟體，其應用能根據取樣片段識別出對應的歌曲、電影、廣告和電視節目。該應用可支援Windows、macOS和智能手机。
Shazam娛樂有限公司於1999年由克里斯·巴頓、菲利浦·英格布雷克特、艾佛利·王、迪拉吉·穆克吉和馬克·安東尼·哈希創建。2013年12月，公司的執行長表示，Shazam已成為全球十大流行應用。截至2014年8月，Shazam已有超過1億月活躍使用者，並應用於超過5億台行動裝置。2014年10月，Shazam宣佈其技術已經可用來識別了超過150億首歌曲。2016年10月，Shazam宣佈其行動裝置應用已被下載超過10億次。
2017年12月，該公司正式被蘋果以四億美元收購，成為蘋果公司旗下部門。

## 外部連結
- 官方网站
- （页面存档备份，存于）